# Marilyn Gladu
Marilyn Gladu (née en 1962) est une femme politique canadienne. Elle siège depuis 2015 à la Chambre des communes du Canada en tant que députée conservatrice de la circonscription de Sarnia—Lambton en Ontario. En 2020 et 2021, elle a fait quelques remarques controversées.

## Biographie
Lors des élections fédérales canadiennes de 2019, elle est élue pour un second mandat pour représenter la circonscription de Sarnia—Lambton. En janvier 2020, elle déclare son intention de postuler pour être cheffe du Parti conservateur du Canada.
Elle abandonne ce projet en mars 2020.
En février 2020, elle suggère que le gouvernement du Canada devrait envoyer des forces militaires pour mettre un terme au blocus autochtone anti-gazoduc.
En avril 2020, Gladu suscite la controverse lors d'une entrevue avec Melanie Irwin de la chaîne canadienne Blackburn Radio (en) en faisant la promotion d'un traitement controversé et non testé pour la Covid-19. Elle fait explicitement référence à l'hydroxychloroquine qui, combinée à l'azithromycine et au sulfate de zinc, donnerait « un taux de guérison proche de 100 % »,,. Elle refuse par la suite de commenter sa déclaration.
En novembre 2021, elle laisse entendre lors d'une entrevue à une émission de CTV News que « le coronavirus était moins terrible que la polio », maladie qui a tué et rendu infirmes des « dizaines de milliers » de Canadiens, puis contrôlée à partir des années 1950 grâce à l'administration de vaccins (à la fin octobre 2021, la Covid-19 a tué 29 000 Canadiens en un temps nettement plus court). À la suite de cette remarque, Erin O'Toole, chef du Parti conservateur du Canada, « a rabroué publiquement » la députée.

### Citations originales
1. ↑  (en) « nearly 100 per cent recovery rate »